# József Szigeti
József Szigeti (ur. 5 września 1892 w Budapeszcie, zm. 19 lutego 1973 w Lucernie) – amerykański skrzypek i pedagog pochodzenia węgierskiego.

## Życiorys

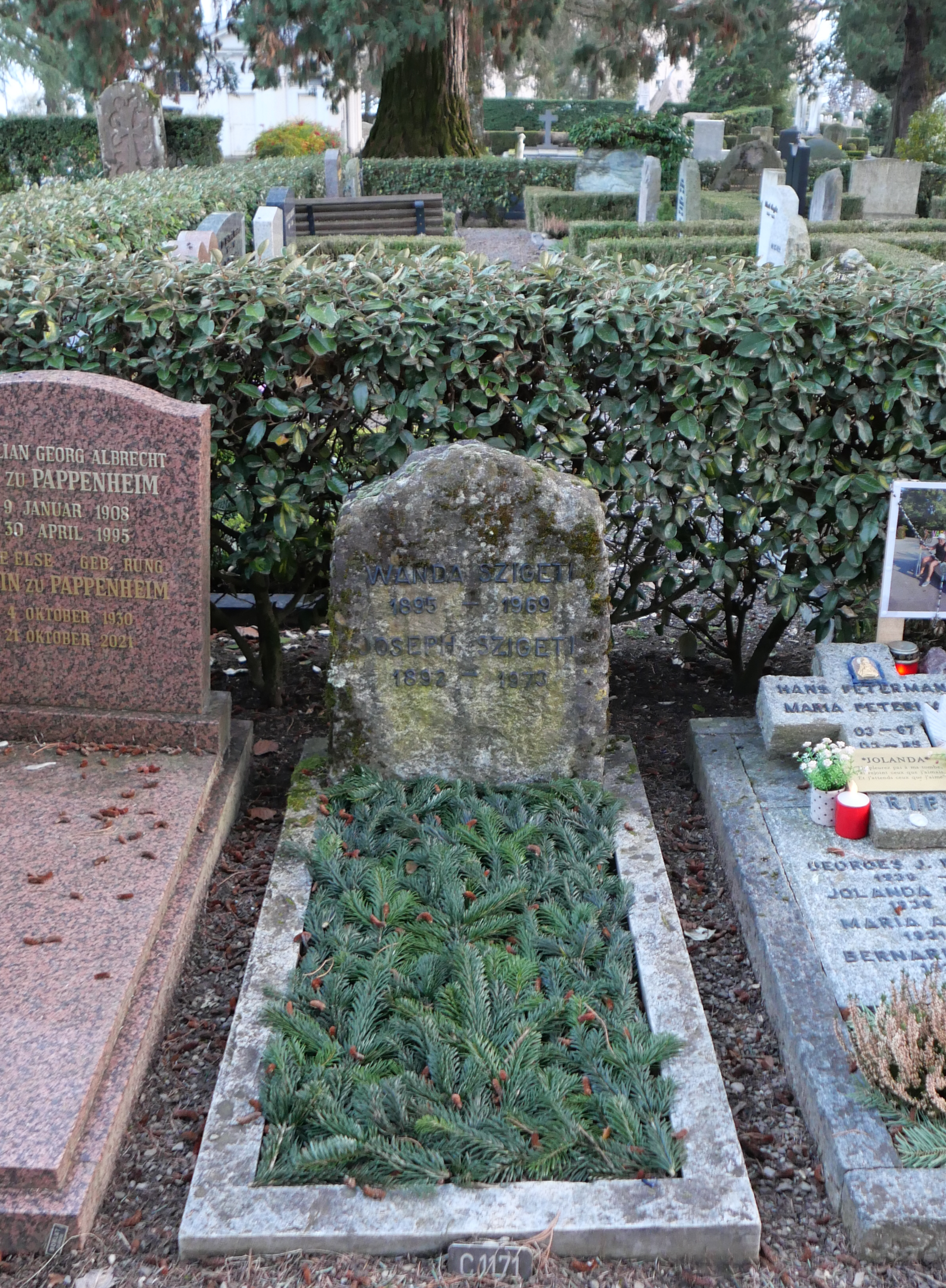
Grób w 2024 roku.

W dzieciństwie uczył się gry na skrzypcach u Jenő Hubaya. Zadebiutował w Berlinie w wieku trzynastu lat i wyruszył jako cudowne dziecko w tournée koncertowe po Europie.
W roku 1913 występował w Anglii wraz z Ferruccio Busonim. W roku 1913 zamieszkał w Szwajcarii. W latach 1917–1925 był profesorem klasy skrzypiec w konserwatorium w Genewie. W roku 1925 wystąpił po raz pierwszy w USA z koncertem skrzypcowym Ludwiga van Beethovena z towarzyszeniem Orkiestry Filadelfijskiej pod batutą Leopolda Stokowskiego. Na początku II wojny światowej 1940 zamieszkał na stałe w USA, w roku 1951 otrzymał obywatelstwo amerykańskie.
Wraz z pianistą węgierskim Andorem Földesem utworzył duet, w którym występował w ciągu 3 lat w wielu miastach USA. Występował też w kwartetach z Mieczysławem Horszowskim (fortepian), Pablem Casalsem (wiolonczela) i Aleksandrem Schneiderem (skrzypce). W roku 1960 zamieszkał w Szwajcarii, gdzie zajął się działalnością pedagogiczną.
Szigeti znalazł miejsce wiecznego spoczynku obok swojej żony Wandy z domu Ostrowskiej (1895–1969) na cmentarzu Clarens-Montreux. Zaledwie kilka metrów od grobu pochowana jest ich córka Irena (1920-2005) i zięć Nikita Magaloff (1912-1992), światowej sławy pianista pochodzenia gruzińsko-rosyjskiego.

## Repertuar
W repertuarze Józsefa Szigetiego dominowały utwory współczesne. Béla Bartók zadedykował mu „Kontrasty“ na fortepian, skrzypce i klarnet, Alfredo Casella skomponował dla niego Concerto in la minore per violino ed orchestra, którego prawykonanie z udziałem Szigetiego odbyło się 1928 w Moskwie. Wykonywał też dzieła Ravela, Roussela, Milhauda, Strawinskiego i Albana Berga.